# Leichtathletik-Europameisterschaften 1978/100 m der Männer

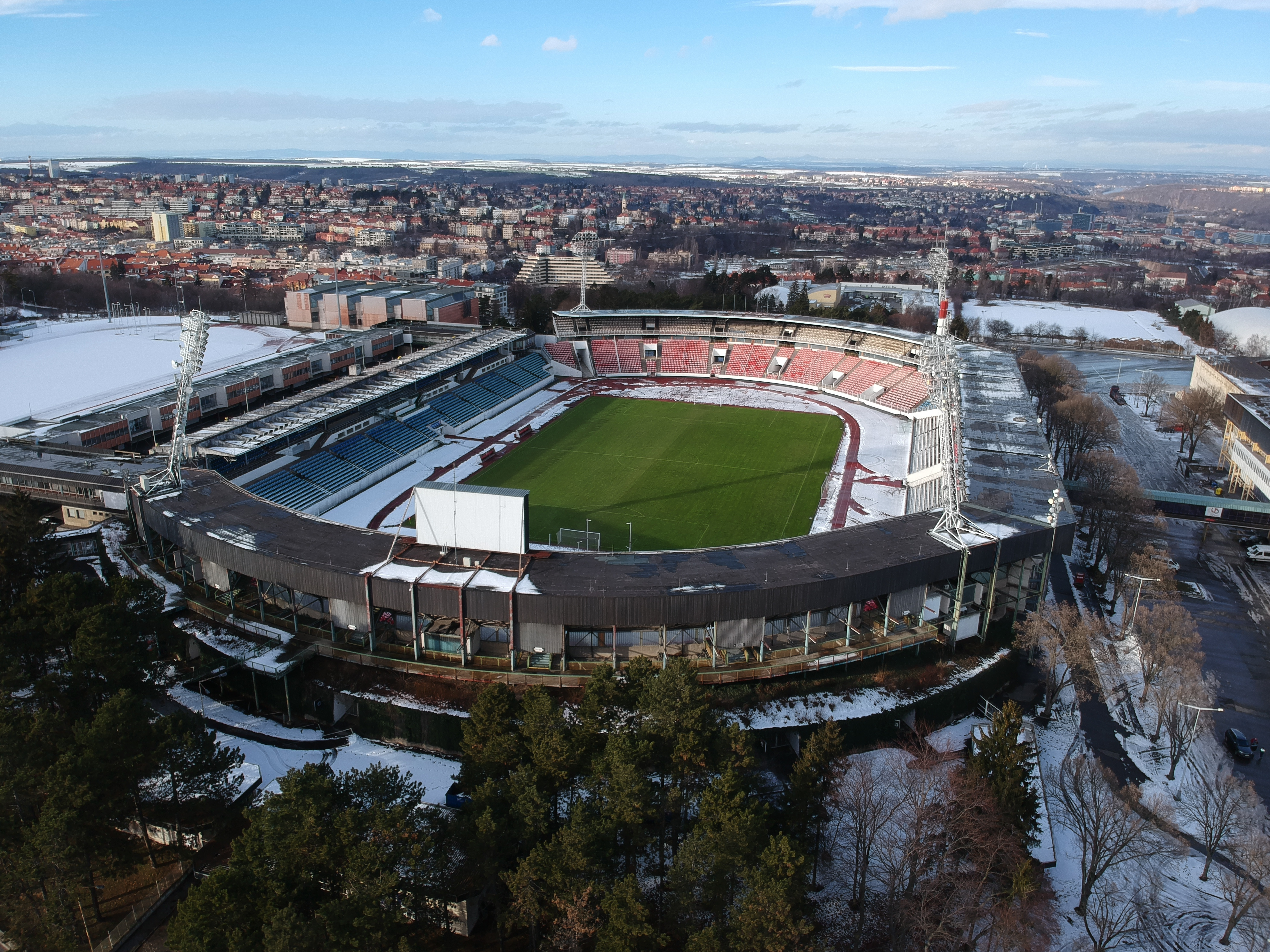
Das Stadion Evžena Rošického von Prag im Jahr 2009

Der 100-Meter-Lauf der Männer bei den Leichtathletik-Europameisterschaften 1978 wurde am 29. und 30. August 1978 im Stadion Evžena Rošického von Prag ausgetragen.
Europameister wurde der Italiener Pietro Mennea, der 1974 Vizeeuropameister über 100 Meter und Europameister über 200 Meter geworden war. Er gewann vor dem DDR-Sprinter Eugen Ray. Bronze ging an Wolodymyr Ihnatenko aus der Sowjetunion.

## Rekorde

### Bestehende Rekorde
| Weltrekord           | 09,95 s | Jim Hines      | OS Mexiko-Stadt, Mexiko                        | 14. Oktober 1968  |
| Europarekord         | 10,07 s | Walerij Borsow | OS München, BR Deutschland (heute Deutschland) | 31. August 1972   |
| Meisterschaftsrekord | 10,27 s | Walerij Borsow | EM Helsinki, Finnland                          | 11. August 1971   |
| Meisterschaftsrekord | 10,27 s | Walerij Borsow | EM Rom, Italien                                | 3. September 1974 |

### Rekordverbesserung
Der italienische Europameister Pietro Mennea verbesserte den bestehenden Meisterschaftsrekord im zweiten Vorlauf am 29. August bei Windstille um acht Hundertstelsekunden auf 10,19 s. Zum Europarekord fehlten ihm zwölf Hundertstelsekunden, zum Weltrekord 24 Hundertstelsekunden.

## Legende
- CR: Championshiprekord

## Vorrunde
29. August 1978, 17:45 Uhr
Die Vorrunde wurde in vier Läufen durchgeführt. Die ersten vier Athleten pro Lauf – hellblau unterlegt – qualifizierten sich für das Halbfinale.

### Vorlauf 1
Wind: ±0,0 m/s
| Platz | Name              | Nation           | Zeit (s) |
| ----- | ----------------- | ---------------- | -------- |
| 1     | Allan Wells       | Großbritannien   | 10,40    |
| 2     | Walerij Borsow    | Sowjetunion      | 10,50    |
| 3     | Joseph Arame      | Frankreich       | 10,59    |
| 4     | Lambert Micha     | Belgien          | 10,63    |
| 5     | Franco Fähndrich  | Schweiz          | 10,64    |
| 6     | Ladislav Latocha  | Tschechoslowakei | 10,73    |
| 7     | Iwailo Karanjotow | Bulgarien        | 10,78    |

### Vorlauf 2
Wind: ±0,0 m/s
| Platz | Name                | Nation           | Zeit (s) |
| ----- | ------------------- | ---------------- | -------- |
| 1     | Pietro Mennea       | Italien          | 10,19 CR |
| 2     | Leszek Dunecki      | Polen            | 10,31000 |
| 3     | Wolodymyr Ihnatenko | Sowjetunion      | 10,38000 |
| 4     | Dragan Zaric        | Jugoslawien      | 10,59000 |
| 5     | Ronald Desruelles   | Belgien          | 10,60000 |
| 6     | Stefan Nilsson      | Schweden         | 10,62000 |
| 7     | Otakar Wild         | Tschechoslowakei | 10,73000 |

### Vorlauf 3
Wind: ±0,0 m/s
| Platz | Name              | Nation     | Zeit (s) |
| ----- | ----------------- | ---------- | -------- |
| 1     | Eugen Ray         | DDR        | 10,30    |
| 2     | Marian Woronin    | Polen      | 10,50    |
| 3     | Stefano Curini    | Italien    | 10,58    |
| 4     | Kenth Rönn        | Schweden   | 10,58    |
| 5     | Pierrick Thessard | Frankreich | 10,79    |
| 6     | Gernot Assing     | Österreich | 10,86    |
| 7     | Wesselin Panow    | Bulgarien  | 10,90    |

### Vorlauf 4
Wind: ±0,0 m/s
| Platz | Name                   | Nation           | Zeit (s) |
| ----- | ---------------------- | ---------------- | -------- |
| 1     | Petar Petrow           | Bulgarien        | 10,44    |
| 2     | Nikolai Kolesnikow     | Sowjetunion      | 10,49    |
| 3     | Lambros Kefalas        | Griechenland     | 10,53    |
| 4     | Giovanni Grazioli      | Italien          | 10,55    |
| 5     | Alexander Thieme       | DDR              | 10,55    |
| 6     | Zdeněk Mazur           | Tschechoslowakei | 10,73    |
| 7     | Vilmundur Vilhjálmsson | Island           | 10,76    |

## Halbfinale
30. August 1978
In den beiden Halbfinalläufen qualifizierten sich die jeweils ersten vier Athleten – hellblau unterlegt – für das Finale.

### Lauf 1

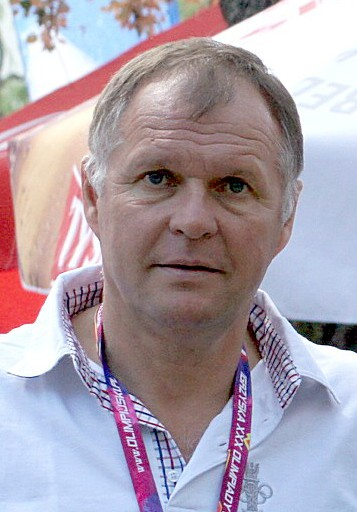
Marian Woronin verfehlte das Finale um einen Rang bzw. eine Hundertstelsekunde
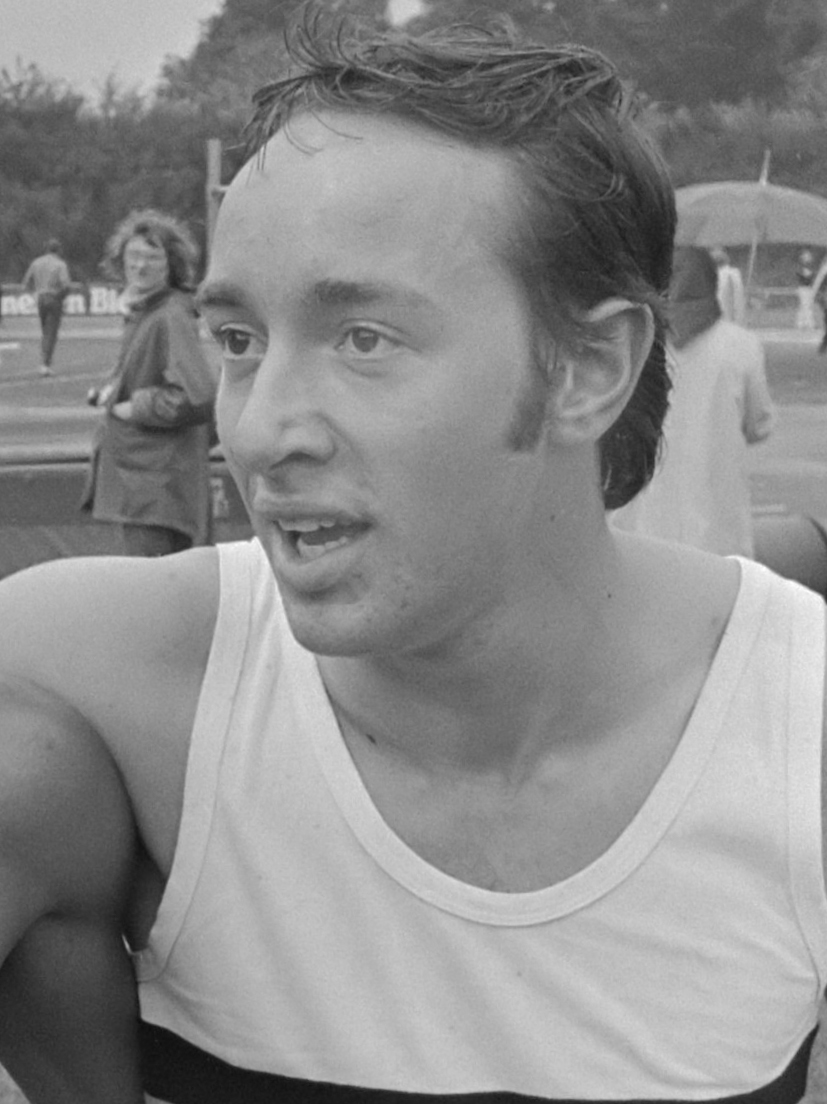
Lambert Micha schied als Achter seines Semifinalrennens aus

Wind: ±0,0 m/s
| Platz | Name                | Nation      | Zeit (s) |
| ----- | ------------------- | ----------- | -------- |
| 1     | Pietro Mennea       | Italien     | 10,26    |
| 2     | Wolodymyr Ihnatenko | Sowjetunion | 10,45    |
| 3     | Petar Petrow        | Bulgarien   | 10,46    |
| 4     | Walerij Borsow      | Sowjetunion | 10,53    |
| 5     | Marian Woronin      | Polen       | 10,54    |
| 6     | Kenth Rönn          | Schweden    | 10,63    |
| 7     | Stefano Curini      | Italien     | 10,72    |
| 8     | Lambert Micha       | Belgien     | 10,74    |

### Lauf 2
Wind: −0,8 m/s
| Platz | Name               | Nation         | Zeit (s) |
| ----- | ------------------ | -------------- | -------- |
| 1     | Eugen Ray          | DDR            | 10,30    |
| 2     | Allan Wells        | Großbritannien | 10,38    |
| 3     | Leszek Dunecki     | Polen          | 10,38    |
| 4     | Nikolai Kolesnikow | Sowjetunion    | 10,43    |
| 5     | Giovanni Grazioli  | Italien        | 10,58    |
| 6     | Lambros Kefalas    | Griechenland   | 10,60    |
| 7     | Joseph Arame       | Frankreich     | 10,64    |
| 8     | Dragan Zaric       | Jugoslawien    | 10,69    |

## Finale

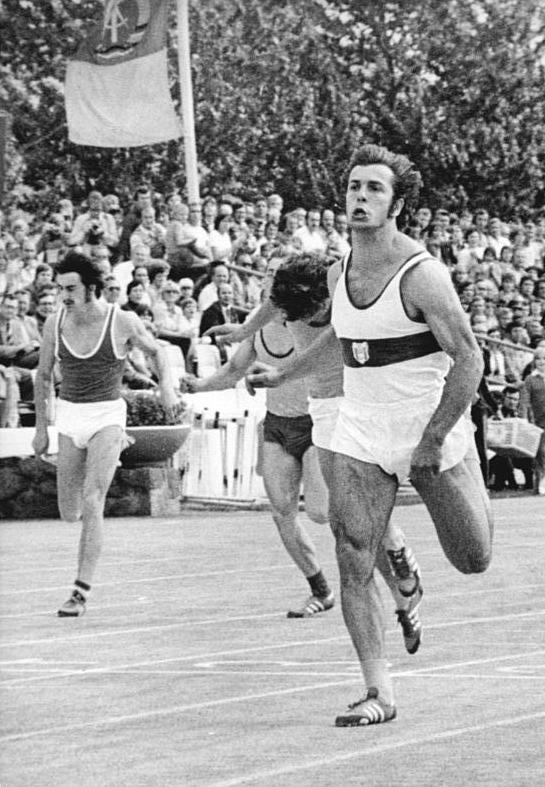
Vizeeuropameister Eugen Ray (rechts)
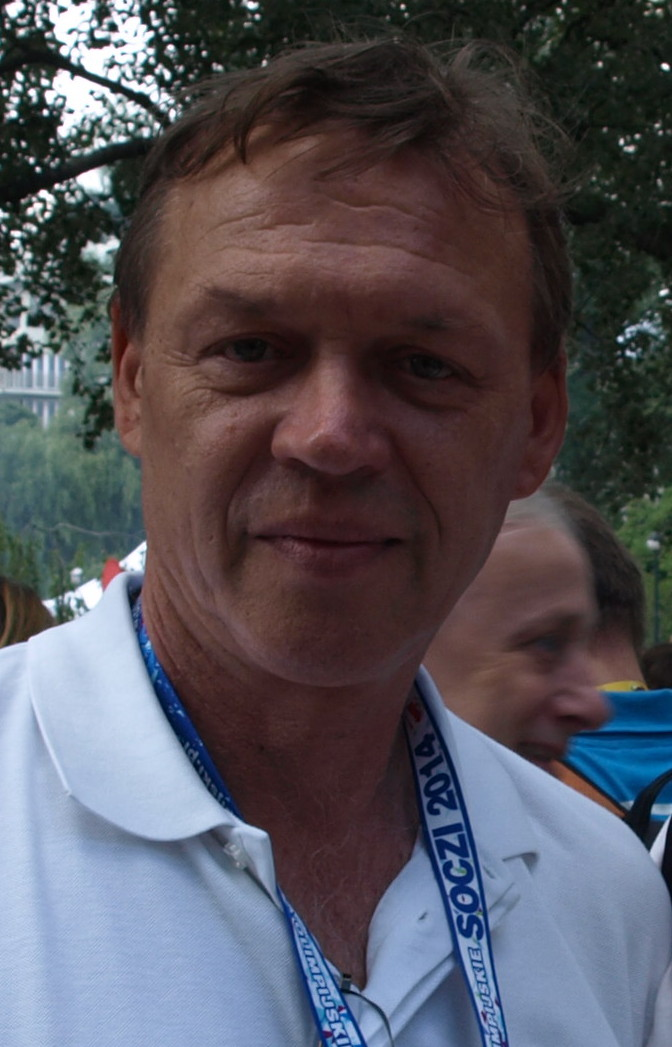
Leszek Dunecki kam auf den fünften Platz
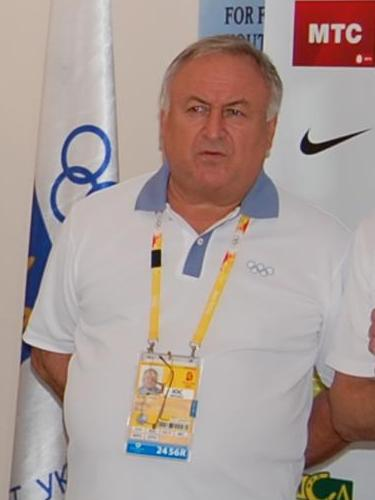
Der Doppelolympiasieger von 1972, vierfache Europameister und Titelverteidiger Walerij Borsow (hier im Jahr 2012) wurde Achter in diesem Finale

30. August 1978, 19:00 Uhr
Wind: ±0,0 m/s
| Platz | Name                | Nation         | Zeit (s) |
| ----- | ------------------- | -------------- | -------- |
| 1     | Pietro Mennea       | Italien        | 10,27    |
| 2     | Eugen Ray           | DDR            | 10,36    |
| 3     | Wolodymyr Ihnatenko | Sowjetunion    | 10,37    |
| 4     | Petar Petrow        | Bulgarien      | 10,41    |
| 5     | Leszek Dunecki      | Polen          | 10,43    |
| 6     | Allan Wells         | Großbritannien | 10,45    |
| 7     | Nikolai Kolesnikow  | Sowjetunion    | 10,46    |
| 8     | Walerij Borsow      | Sowjetunion    | 10,55    |